# Paracrossochilus acerus
Paracrossochilus acerus és una espècie de peix cipriniforme de la família dels ciprínids. Va ser descrit per Robert F. Inger i Chin Phui Kong el 1962.

## Morfologia
Els adults poden assolir 9,5 cm de longitud total.

## Hàbitat
És un peix d'aigua dolça i de clima tropical.

## Distribució geogràfica
Es troba a Àsia a Malàisia (oest de Borneo) i nord de Borneo.